# Димитър Еленков
Димитър Еленков е български учен (инженер-химик, член–кореспондент на БАН) и волейболен деец – състезател (вкл. национален) и треньор (вкл. на националния отбор).
Той е единственият български спортист, постигнал високото научно признание член-кореспондент на БАН.

## Биография
Като ученик започва да тренира футбол. През 1936 г. се премества в София и довършва средното си образование във ІІ мъжка гимназия (сега ХХІІ СОУ). Там Димитър Еленков започва да играе волейбол и баскетбол.
От 1937 г. до 1941 г. следва химия в Софийския университет, след което до 1946 г. следва индустриална химия в Държавната политехника, а скоро след това става асистент във Варна.
Димитър Еленков е сред учредителите на варненското студентско физкултурно дружество „Академик“ – 1947 г. От 1977 г. е член–кореспондент на БАН. Дългогодишен председател на Висшата атестационна комисия.

### Волейбол
Състезател
- 1936 – 1947 – „АС-23“ (София)
- 1947 – 1949 – „Академик“ (Варна)
- 1949 – 1951 – „Академик“ (София)
- 1946 – 1951 – национален състезател

Треньор
Треньор на националния отбор по волейбол 1951 г. и 1957 г.
Титли и награди
Като състезател печели:
- Бронзов медал от Първата балканиада в Букурещ, 1946 г.
- Бронзов медал от Балкано-средноевропейското първенство в Тирана, 1947 г.
- Бронзов медал от Балканиадата в София, 1948 г.

Като треньор печели:
- Сребърен медал от Европейското първенство в Париж (1951) – най-големия успех за България на европейско първенство

Въпреки постигането на безспорния успех на европейското първенство в Париж Димитър Еленков е наказан от Желязко Колев (председател на федерацията) за неизпълнената поставена задача отборът да стане европейски шампион.

### В науката
Разочарован от отношението към него от ръководителите на волейбола, той се насочва към инженерната химия.
През 1956 г. доцент, а през 1965 година и професор по химия. През 1967 година защитава докторска степен. През 1982 година е избран за почетен професор и доктор хонорис кауза на Ленинградския технологичен институт.
Има публикувани над 200 научни статии.